# セシリー・ネヴィル
セシリー・ネヴィル（Cecily Neville, 1415年5月3日 - 1495年5月31日）は、15世紀イングランドの貴族夫人。ヨーク公リチャード・プランタジネットの妻で、イングランド王エドワード4世とリチャード3世の母である。

## 生涯

### 出自
セシリー・ネヴィルはウェストモーランド伯ラルフ・ネヴィルとジョーン・ボーフォートの娘である。母方の祖父母はランカスター公ジョン・オブ・ゴーントとキャサリン・スウィンフォードであり、夫のヨーク家と敵対したランカスター家の支族であるボーフォート家と母方でつながっている。
異母兄にネヴィル卿ジョン・ネヴィル、同母兄にソールズベリー伯リチャード・ネヴィル、ダラム司教ロバート・ネヴィル、ケント伯ウィリアム・ネヴィルがおり、キングメーカーと称されたウォリック伯兼ソールズベリー伯リチャード・ネヴィルは甥に当たる。また、大姪でウォリック伯の娘イザベル・ネヴィル、アン・ネヴィル姉妹はそれぞれセシリーの息子であるクラレンス公ジョージとリチャード3世に嫁いでいる。
セシリーにはいくつかの呼び名があった。
- 「レヴィの薔薇」（ダラムのレヴィ城で生まれたことに由来）
- 「誇り高きシス」（誇り高い気質に由来）

また、歴史的には信心深い人物として知られている。
自身では名をCecilyではなくCecylleと署名していた。

### ヨーク公妃
イングランド北部ダラムのレイビー城で生まれた(後にその美貌から「レイビー城の薔薇」と呼ばれた)。セシリーが10歳の時（1425年）、父は彼女を当時14歳のヨーク公リチャード（後の薔薇戦争ではヨーク派の指導者となる）と婚約させた。そのすぐ後に父は戦死したが、婚約は解消することなく、1437年に2人は正式に結婚した。2人の娘のアンはノーサンプトンシャーで1439年8月に生まれた。
ヨーク公が1441年にフランス総督になってルーアンに赴任した時、セシリーは夫について行った。2月に息子ヘンリーが生まれたが、すぐ後に死んだ。
未来の国王であるエドワードは、ルーアンで1442年4月28日に生まれ、すぐに洗礼を施された。エドワードの誕生日については、ヨーク公不在の時期にあたるため、後にエドワードがヨーク公の実子ではないという議論がなされることになる。実際の所はどうなのかは不明であるが、事実としてエドワードは早産であり、早逝の恐れがあったので急いで洗礼を施された。
1453年頃、ヨーク公がサマセット公エドムンド・ボーフォート（セシリーの母方の従兄）の権勢に憤慨し始めた頃に、セシリーはヨーク公の代理として国王ヘンリー6世妃マーガレット・オブ・アンジューと話をした。ヘンリー6世がその年遅くに神経衰弱をこうむった時、ヨーク公は自身を摂政（護国卿）として認めさせた。
薔薇戦争の勃発後、ヨーク公がアイルランドやヨーロッパ大陸に逃亡した時でも、セシリーはラドローに残った。おそらく姉のアン・ネヴィル（バッキンガム公ハンフリー・スタッフォードの妻）に保護されていたのだろう。同時に彼女は、内密にヨーク派のためにも活動を行っていた。
ラドフォード橋の戦いにおける大敗でヨーク派が瓦解して、ヨーク公自身もアイルランドに逃亡していた1459年11月、ヨーク派の処遇を検討する議会が開かれた。セシリーは夫の嘆願のためロンドンに出向いた。当時の記録によると、もしヨーク公が8日以内に議会に出頭すれば恩赦にするよう、国王を説得していたと言われる。結局ヨーク公の所領は没収されたが、自身と子供たちのために年間600ポンドの年金を受け取ることに成功した。1460年1月、彼女はケントを訪問し、ケント派の代表者と来るべき同盟について会談した。
ノーサンプトンの戦いでのヨーク派の大勝を受けて、1460年7月にセシリーはロンドンに移り住み、子供たちやジョン・パストンと一緒に住んだ。10月に夫が公式にヘンリー6世の王位継承者になると、セシリーも次期王妃になり、史官ジョン・ハーディングからイングランド編年史のコピーを受け取りさえした。
ところが、12月30日のウェイクフィールドの戦いでヨーク派は惨敗する。ヨーク公のほか、次男のラトランド伯エドムンド、セシリーの兄ソールズベリー伯も戦死した。セシリーは幼い息子たちをブルゴーニュ公フィリップ3世（善良公）の宮廷に預ける。これによってブルゴーニュはヨーク派と同盟を結ぶことになる。

### 王母
セシリーがロンドンのベイナード城に移ると、そこがヨーク派の作戦本部になった。長男エドワードはうまくランカスター派に対する戦いを続け、ランカスター派を打ち破ってエドワード4世として即位した。セシリーは王太后になった。
エドワード4世の統治の初期には、セシリーは息子の横にあって影響力を行使した。1461年、彼女は紋章を修正した。これは夫が正当な国王であったことをほのめかすために、イングランドの王室の紋章を取り入れたものである。エドワード4世がエリザベス・ウッドヴィルと結婚した時、彼は母が住み慣れた場所に住み続けられるよう、王妃のために新しく居館を建てた。
1469年、セシリーの甥（兄の子）であり、息子のクラレンス公ジョージの義父でもあるウォリック伯リチャード・ネヴィルが国王に反旗を翻した。ウォリック伯は「エドワード4世は私生児であり、本当の父親はルーアンのベンバーンという名前の弓の射手であった」という噂を広め始めた。ウォリック伯は、正統な王位継承者はクラレンス公であるとしたかったのである（もっともウォリック伯は以前にマーガレット・オブ・アンジューに対して似たような非難をしており、後にウィリアム・シェイクスピアは『リチャード三世』の劇中でこのクレームを使っている）。セシリーがこの問題についてほとんど人前で語らなかったため、真偽が定かでなかったにもかかわらず、彼女は姦通の罪で告発された。
ウォリック伯の反乱に対してセシリーは、多分関係者を和解させようとして、サンドウィッチを訪問した。また、反乱が最初に失敗した時、セシリーはエドワード4世とクラレンス公兄弟を和解させるため、共にロンドンに招待した。平和は長くは続かなかったが、次の戦争の時にも、彼女は息子たちを和解させようとしている。
1483年にエドワード4世は亡くなり、孫エドワード5世が短期間在位、彼を廃位した末子がリチャード3世として即位したが、1485年、ボズワースの戦いでリチャード3世が敗死し、ボーフォート家の血を引くヘンリー7世が王位に就いた。翌1486年にヘンリー7世はセシリーの孫娘でエドワード5世の姉エリザベス・オブ・ヨークを王妃にした。ヘンリー7世の時代、セシリーは宗教活動に献身し、この時の活動から「信心深い」というイメージが定着することになる。
セシリーは1495年に亡くなった。ローマ教皇による免罪と共に埋葬された。

## 子供
セシリーとヨーク公リチャードの間の子供は以下の通りである。
1. ジョウン（1438年 - ?）
2. アン（1439年8月10日 - 1476年1月14日） - エクセター公ヘンリー・ホランドに嫁ぐ。
3. ヘンリー（1441年2月10日 - ?） - 早逝
4. エドワード4世（1442年4月28日 - 1483年4月9日）
5. エドムンド（1443年5月17日 - 1460年12月31日） - ラトランド伯
6. エリザベス（1444年4月22日 - 1503年1月以降） - サフォーク公ジョン・ド・ラ・ポール妃
7. マーガレット（1446年5月3日 - 1503年11月23日） - ブルゴーニュ公シャルル妃
8. ウィリアム（1447年7月7日 - ?）
9. ジョン（1448年11月7日 - ?）
10. ジョージ（1449年10月21日 - 1478年2月18日） - クラレンス公
11. トーマス（1451年 - ?）
12. リチャード3世（1452年10月2日 - 1485年8月22日）
13. ウルスラ（1454年 - ?）